# 越秀房產信託基金
越秀房地产信托基金（下称「越秀房产基金」，港交所：0405），是全球首只投资于中国内地商业物业的房地产投资信托基金，于2005年12月上市。
2020年2月起，越秀房地產信托基金股價逐漸下跌，2023年11月1日更跌至$1.10創下歷史新低。
越秀房地产信托基金行政总裁兼执行董事是先生，目前拥有6个位于广州核心商业区域的租赁物业，包括广州国际金融中心、白马大厦、财富广场、城建大厦、维多利广场及越秀新都会大厦。截止2014年12月30日，基金旗下物业产权面积共约680,971.1平方米，物业估值235.69亿元，在亚洲房托基金中位居前列。
2012年5月28日，越秀房產信託基金以總代價88.5億元人民幣向母公司越秀地產購入旗下持有廣州國際金融中心98.99%權益的Tower Top，另外承擔45億元的Tower Top債務。越秀房產信託基金打算成為亞洲最大上市房產基金之一。
2015年8月，以26.27億元人民幣收購上海浦東宏嘉大廈，較評估值(27.7億元人民幣)折讓約5.2%。此乃越秀房產基金首次嘗試對外收購，是基金擴展廣州以外地區業務的第一步。
2017年11月，越秀房產基金以22.81億元人民幣收購武漢越秀財富中心、星匯維港購物中心及停車場的67%股權。
2018年12月，越秀房產信託基金以11.78億元人民幣出售廣州越秀新都會大廈。
2019年11月，越秀房產信託基金以9800萬元人民幣收購城建大廈及財富廣場停車位
。
2021年10月，越秀房產信託基金以77.93億元人民幣向越秀地產收購廣州珠江新城越秀金融大廈。越秀房產信託基金同時宣佈以100供37比例進行供股，集資約32.61億港元。
2022年12月，越秀房產信託基金以1.26億港元向越秀企業收購香港灣仔越秀大廈17樓及23樓。

## 外部連結
- 越秀房地產投資信託基金（页面存档备份，存于）
- 越秀房託資產管理有限公司（页面存档备份，存于）